# 富永譲
富永 讓（とみなが ゆずる、1943年5月25日 - ）は、日本の建築家。法政大学名誉教授。

## 来歴
1943年、台湾の台北市に生まれる（本籍は奈良県大和郡山市）。1967年、東京大学工学部建築学科卒業。1967年から1972年にかけて菊竹清訓建築設計事務所に所属。1972年に富永讓＋フォルムシステム設計研究所を設立し主宰するかたわら、多くの大学で教える。
個人住宅から近年の大きな建物まで、富永讓はその計画と作品を通して、しばしば白く、構造から独立した、ル・コルビュジエ的「純粋直方体（prisme pur)」を進化させる努力を続けているが、それは機械の時代の美学からは解放された、彼独自の「建築の詩」に基づいている。この試みによって、諸々の幾何学的ヴォリュームを人間的尺度の時空の調和の中で組み合わせることを断念せずに、彼は現代社会の具体的要請に応えることに成功している。ひらたタウンセンター（医療・福祉部門と文化部門がそれぞれ2000年と2002年に竣工、2003年日本建築学会賞作品賞）はその最も完成された例である。

## 主要作品
- 1973 青山南町の住宅、東京
- 1976 香取宝飾店、東京
- 1977 上田の住宅、長野
- 1978 小田原の住宅、神奈川
- 1979 武蔵新城の住宅、神奈川
- 1980 経堂の住宅、東京
- 1981 住吉診療所、神奈川
- 1984 新ゆりグリーンタウン、神奈川
- 1986 幸風苑（特別養護老人ホーム）、神奈川
- 1988 なら・シルクロード博飛火野会場、奈良
- 1988 警視庁駒込警察署上富士前派出所、東京
- 1989 早稲田ゼミナール所沢校、埼玉
- 1989 千歳烏山の住宅、東京
- 1992 大山街道ふるさと館、神奈川
- 1992 Topoi、静岡
- 1992 荏田の住宅、神奈川
- 1993 熊本市営新地団地C（くまもとアートポリス参加プロジェクト）
- 1994 ホテル・ザ・クレイン、神奈川
- 1994 大船の住宅、神奈川
- 1998 駒込曙町の住宅、東京
- 1998 今井ニュータウン（Dブロック）、長野
- 1999 茨城県営長町アパート、茨城
- 2000 慈友クリニック、東京
- 2002 ひらたタウンセンター、山形
- 2002 エンゼル病院、福岡
- 2006 成増高等看護学校、東京
- 2006 「宙」渡月荘 金龍 食事処（雲の庭）、静岡
- 2008 神山町の住宅、東京
- 2010 FBC福岡バースクリニック、福岡
- 2014 八幡厚生病院新本館棟、福岡
- 2014 横須賀市救急医療センター、神奈川
- 2015 エンゼル病院管理棟、福岡
- 2018 陽和病院新南館、東京
- 2020 きらくえん フィーカ須磨の丘、兵庫

## 主要著作
- 現代建築 空間と方法16 富永讓、同朋舎出版 1986
- 近代建築の空間再読、彰国社 1986
- ル コルビュジエ 幾何学と人間の尺度、丸善 1988
- 特集 富永讓（SD 1990年10月号）
- Spazio e Societa no.55, LICOSA S.P.A 1990
- S.D.S（スペース・デザイン・シリーズ）「住宅」、新日本法規出版 1994
- 建築家の住宅論、鹿島出版会 1997
- リアリテ ル・コルビュジェ、TOTO出版 2002
- ル・コルビュジエ 建築の詩、鹿島出版会 2003
- 現代建築解体新書、彰国社 2007
- 勒・柯布西耶的住宅空間構成（『ル・コルビュジェ 建築の詩』中国語版）、中国建築工業出版社 2007
- 建築製図、朝倉書店 2008
- ヘヴンリーハウスー吉田五十八自邸/吉田五十八、東京書籍 2014
- 富永譲・建築の構成から風景の生成へ、鹿島出版会 2015

## 主な受賞
- 1996年 エコポリス住宅競作展2席入賞（国連環境居住会議ー国際建築アカデミー主催）
- 1996年 JCDデザイン賞ホテル部門入選（ホテル・ザ・クレイン）
- 1996年 山形県平田町タウンセンター公開設計競技最優秀賞
- 2001年 日本建築学会作品選奨（茨城県営長町アパート）
- 2002年 平成13年度静岡県住まいの文化賞優秀賞（トポア）
- 2003年 日本建築学会賞（ひらたタウンセンター）
- 2005年 医療福祉建築賞（エンゼル病院）
- 2007年 JIA環境建築賞入賞（成増高等看護学校）
- 2008年 日本建築学会作品選奨（成増高等看護学校）
- 2011年 横須賀市救急医療センター・横須賀市医師会館建築設計候補者選定プロポーザルにて選定
- 2016年 BCS賞（八幡厚生病院本館）
- 2017年 すかまち景観デザイン賞市長特別賞（横須賀市救急医療センター・横須賀市医師会館）